# Buque de aprovisionamiento logístico

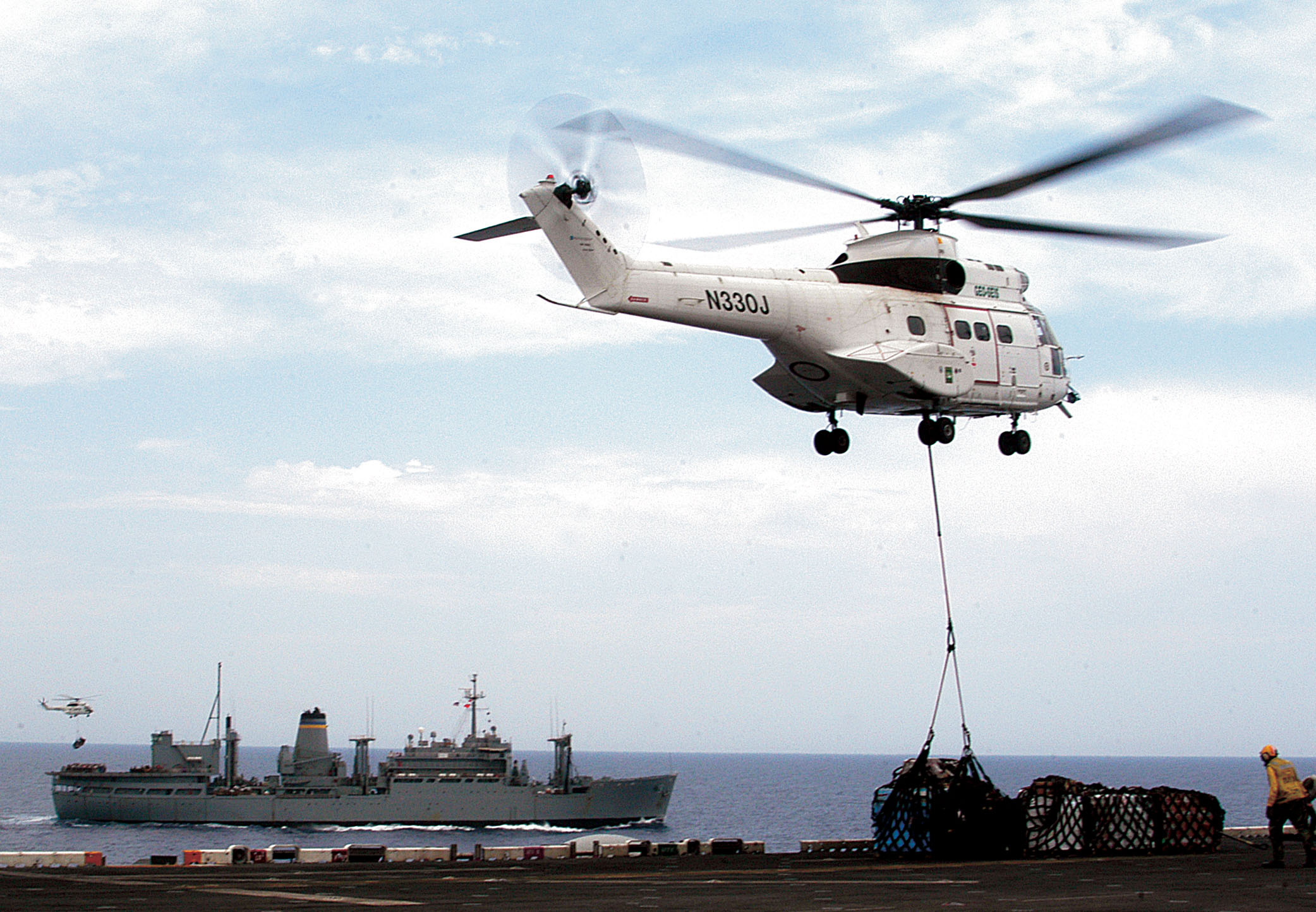
Los buques de aprovisionamiento logístico y sus helicópteros embarcados pueden abastecer a su flota de todo lo necesario. Aquí un Super puma realizando una maniobra de aprovisonamiento vertical.

Un buque de aprovisionamiento logístico o buque de apoyo logístico o AOR, por sus siglas en inglés, es una nave auxiliar capaz de transportar combustible, agua potable, repuestos, alimentos, munición y medicinas para que la flota a la que acompaña pueda permanecer en alta mar 20 días o más sin repostar y sin atracar en ningún puerto.
Estas naves en muchas ocasiones son derivaciones de buques mercantes, caso del hispano-neerlandés Amsterdam/Patiño, con mejoras militares como cañones de autodefensa o protección NBQ.
Además se debe considerar que, en estricto rigor, las naves de este tipo son las que definen si una armada es  o no una armada de "Aguas Azules". Obviamente entre estas Armadas tenemos dos "subdivisiones" entre las que tienen CV (como EE.UU, Francia, UK) y las que no (Como Japón, Corea del Sur y Chile).

## Características
Aunque depende de las flotas todos estos buques suelen disponer de espacio para almacenar:
1. Combustible para barcos: generalmente se le reserva la mitad o más de su capacidad de carga.
2. JP-5: suele ocupar la tercera o cuarta parte del tonelaje neto.
3. Agua potable o desaladora de agua: se le reserva entre una cuarta o quinta parte de las bodegas, pese a existir flotas como la de Estados Unidos que cuentan con sus propias plantas desaladoras en la mayoría de sus barcos, especialmente los más grandes.
4. Munición de distintos calibres y tipos, tanto para los barcos como para la fuerza de desembarco que pudiesen transportar.
5. Repuestos para reparaciones que puede realizar la flota en alta mar.
6. Alimentos secos.
7. Alimentos refrigerados.
8. Alimentos congelados.
9. Medicinas y farmacia.

Los últimos seis apartados suelen acaparar entre una cuarta y una quinta parte de la carga útil.
Para realizar el aprovisionamiento de la flota estas naves cuentan con:
- Dos, cuatro o más surtidores de combustible para los buques.
- Helicópteros para llevar cargas a otros barcos, realizar el aprovisionamiento vertical como se le conoce en el argot naval español.
- Pequeño hospital.
- Grúas para la carga y descarga.
- Espacio para transportar pequeños contingentes de infantería a cortas distancias.

Para realizar todas estas labores y misiones las unidades de aprovisionamiento suelen ser de gran tamaño, en ocasiones los más grandes buques que posee una flota, llegando a desplazar 17 000 t o más, como los AOR clase Kaiser en servicio con la Armada de los Estados Unidos o la de Chile los cuales desplazan 42.000 t en sus más de 200 m de eslora, y llevando, sólo en combustible para buques, tantas toneladas como las que puede pesar un crucero a plena carga. Por este motivo no todas las naciones disponen de este tipo de naves, algunas armadas de primera línea no cuentan con el suficiente número de ellos como para poder realizar campañas en puntos alejados de sus costas. Resultó el caso de la Royal Navy durante la guerra de las Malvinas que se vio obligada a contratar buques civiles para transportar todos los suministros para su flota.